# Hoberge-Uerentrup
Hoberge-Uerentrup ist ein Stadtteil der Stadt Bielefeld in Nordrhein-Westfalen und gehört zum Stadtbezirk Dornberg. Bis zur kommunalen Gebietsreform 1973 war Hoberge-Uerentrup eine Gemeinde im Amt Dornberg des Landkreises Bielefeld.

## Geografie
Die Stadt Bielefeld ist unterhalb der zehn Bezirke nicht weiter in administrative Einheiten gegliedert. Der informelle Stadtteil Hoberge-Uerentrup wird heute durch den statistischen Bezirk 39 Hoberge-Uerentrup/Wolfskuhle definiert.
Hoberge-Uerentrup liegt im Westen von Bielefeld in einem Längstal des Teutoburger Waldes und grenzt an die Ortsteile Kirchdornberg und Großdornberg aus dem Stadtbezirk Dornberg sowie an die Stadtbezirke Schildesche, Gadderbaum und Brackwede. Außerdem grenzt Hoberge-Uerentrup im Süden an die Gemeinde Steinhagen aus dem Kreis Gütersloh. Der Kamm des Teutoburger Waldes nimmt in Hoberge-Uerentrup Höhen bis circa 300 m an. Fließgewässer sind der Johannisbach, der Twellbach und der Paderbach.

## Geschichte
Hoberge war im Mittelalter eine Bauerschaft, während Uerentrup (auch Urentrup oder Uhrendorf) ein großer Gutshof war, der dem Kloster Marienfeld gehörte. Sowohl die Bauerschaft Hoberge als auch das Gut Uerentrup gehörten zum Kirchspiel Dornberg, das zunächst der Vogtei Brackwede und seit 1692 der Vogtei Werther im Amt Sparrenberg der Grafschaft Ravensberg unterstand.
Von 1807 bis 1810 gehörten Hoberge und Uerentrup zum Kanton Werther im Distrikt Bielefeld des Königreichs Westphalen, das von Jérôme, dem Bruder Napoleons regiert wurde. 1811 änderte sich die  Verwaltungsgliederung, da der Norden des Distrikts Bielefeld von Frankreich annektiert wurde. Hoberge und Uerentrup verblieben im Königreich Westphalen und gehörten nun zum Kanton Schildesche. Nach der Napoleonischen Zeit gehörten Hoberge und Uerentrup seit 1816 zum Kreis Bielefeld. Im Rahmen der Einführung der neuen Westfälischen Landgemeindeordnung wurde 1843 das Amt Dornberg eingerichtet und 1845 die Gemeinde Hoberge-Uerentrup konstituiert. Hoberge umfasste ungefähr die westliche und Uerentrup die östliche Hälfte der Gemeinde.
Am 1. Oktober 1930 wurde ein Gebiet im Osten der Gemeinde mit der Siedlung Wolfskuhle in die Stadt Bielefeld eingegliedert.
Durch das Gesetz zur Neugliederung des Raumes Bielefeld wurde der größere nördlich des Kammes des Teutoburger Waldes liegende Teil der Gemeinde Hoberge-Uerentrup am 1. Januar 1973 nach Bielefeld eingemeindet und ist seitdem ein Teil des Stadtbezirks Dornberg. Der kleinere, südlich des Hauptkammes des Teutoburger Waldes liegende Teil, wurde gemäß § 3 des Bielefeld-Gesetzes der Gemeinde Steinhagen angegliedert. Das Gebiet Wolfskuhle kam zum Stadtbezirk Dornberg.

### Einwohnerentwicklung
| Jahr | Einwohner | Quelle |
| ---- | --------- | ------ |
| 1799 | 0584      | [ 10 ] |
| 1812 | 0372      | [ 11 ] |
| 1822 | 0413      | [ 12 ] |
| 1843 | 0625      | [ 13 ] |
| 1864 | 0647      | [ 14 ] |
| 1885 | 0639      | [ 15 ] |
| 1910 | 0857      | [ 16 ] |
| 1939 | 1195      | [ 17 ] |
| 1950 | 1873      | [ 18 ] |
| 1961 | 2127      | [ 9 ]  |
| 1966 | 2391      | [ 19 ] |
| 1970 | 2434      | [ 9 ]  |
| 1972 | 2564      | [ 20 ] |
| 2008 | 3502      | [ 21 ] |
| 2014 | 3570      | [ 22 ] |
| 2019 | 3640      | [ 23 ] |
| 2024 | 3627      | [ 24 ] |

## Bauwerke

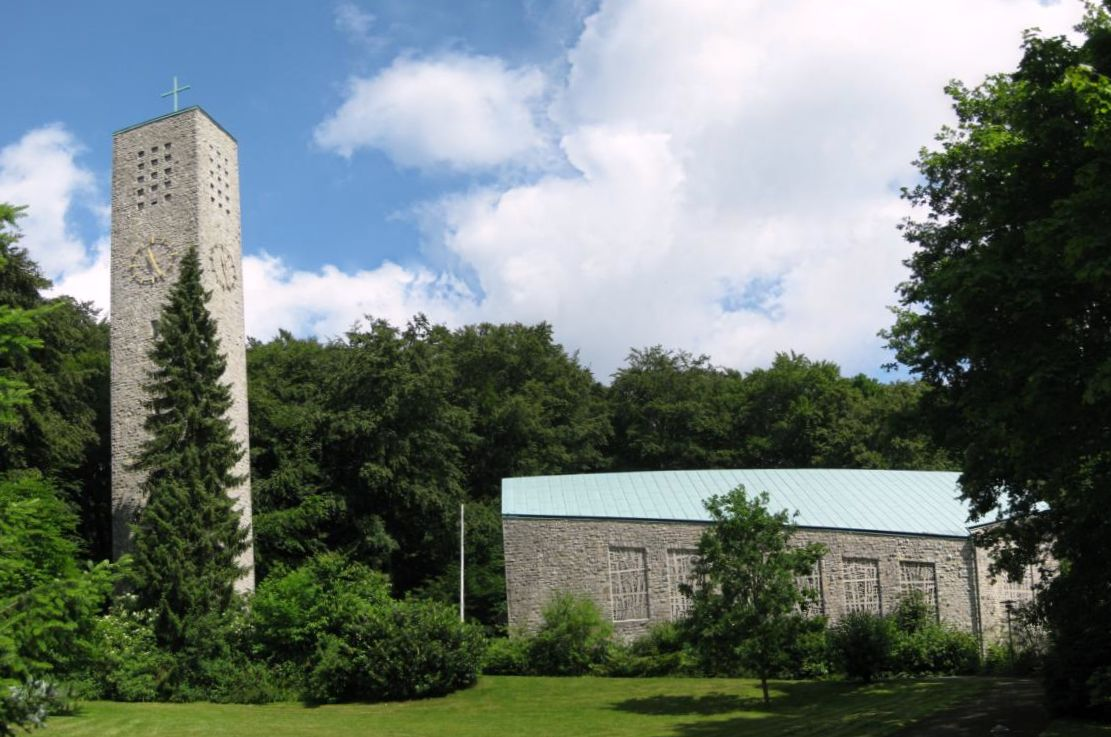
Die Markuskirche

Die 1963 erbaute evangelische Markuskirche ist mit ihrer Natursteinfassade das Zentrum der evangelischen Kirchengemeinde Hoberge-Uerentrup, die 1965 selbstständig wurde.
Von weitem sichtbar ist der Fernmeldeturm Hünenburg auf dem Kamm des Teutoburger Waldes neben der historischen Hünenburg. Der Fernsehturm selbst liegt jedoch unmittelbar hinter der Grenze des Ortsteils in Quelle.

## Naturdenkmäler
- Eiche beim Golfplatz mit einem Brusthöhenumfang von 7,50 m (2014).[26]

## Bildung
Die evangelische Kirchengemeinde unterhält einen Kindergarten mit vier Gruppen. Es werden alle drei Betreuungszeiten (25, 35 und 45 Stunden) angeboten.
Ferner gibt es eine einzügige evangelische Bekenntnis-Grundschule in städtischer Trägerschaft im Stadtteil. Ein Trägerverein nimmt die Aufgaben als Offene Ganztagsgrundschule wahr.

## Verkehr
Hoberge-Uerentrup ist über die Dornberger Straße mit der Bielefelder Innenstadt verbunden. Im öffentlichen Nahverkehr stellt die Buslinie 24 eine direkte Verbindung in die Bielefelder Innenstadt her.